# Josef Labor

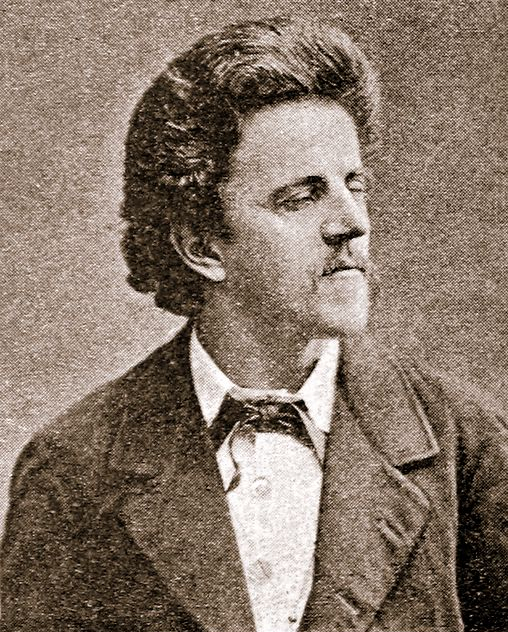
Josef Labor (1842–1924)

Josef Labor (* 29. Juni 1842 in Horowitz, Böhmen, Kaisertum Österreich; † 26. April 1924 in Wien) war ein österreichischer Komponist, Organist und Pianist.

## Leben
Josef Labor war der Sohn des gleichnamigen Vaters, der als Verwalter von Eisenwerken beruflich in Horowitz tätig war, und dessen Gattin Josefa geb. Wallner. Die Familie stammte aus Wien, war deutschsprachig und protestantisch. Der Vater hatte in jungen Jahren selbst komponiert. Labor erkrankte 1845 an Blattern und erblindete daraufhin. Nach ihrer Trennung übersiedelte die Mutter 1848 wieder nach Wien. Seine Schulbildung  erhielt Labor am dortigen Blindeninstitut. Seine musikalische Ausbildung erfolgte am Musik-Konservatorium der Gesellschaft der Musikfreunde u. a. bei Simon Sechter und dem Pianisten Eduard Pirkhert. Schon früh führten ihn Konzerttourneen nach Frankreich, England, Russland und Skandinavien und brachten Labor in Kontakt und spätere Freundschaft mit dem – gleichfalls blinden – König Georg V. von Hannover.

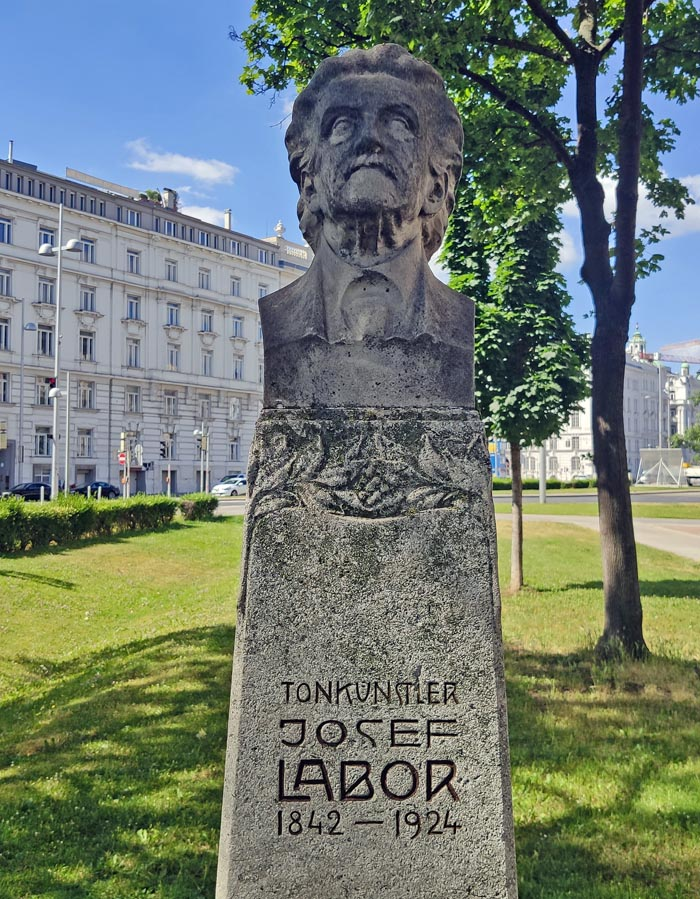
Gedenkbüste von Josef Labor an der Lothringerstrasse

Bereits 1865 wurde er zum Königlichen Kammerpianisten des Hannoveranischen Hofes ernannt, nach der Besetzung Hannovers durch Preußen im Preußisch-Österreichischen Krieg, in welchem das Königreich Hannover an Österreichs Seite kämpfte, übersiedelte Labor mit König Georg V. 1866 nach Wien ins Exil. Hier wirkte er als Klavierlehrer, u. a. von Julius Bittner und Paul Wittgenstein, und war mit vielen, auch jüngeren, Musikerkollegen eng befreundet, u. a. mit Franz Schmidt. Auch die 19-jährige Alma Schindler (später Alma Mahler-Werfel) war Schülerin von Josef Labor.
Sein Klavierspiel wurde von der zeitgenössischen Kritik wegen seiner nicht bloß technischen Vollendung und „plastischen Schönheit“ gerühmt, auch sein umfassendes Kunstverständnis wurde hervorgehoben. 1875 ließ er sich außerdem in Gmunden durch den Kirchenmusiker Johann Evangelist Habert zum Organisten ausbilden. 1904 wurde er durch die Verleihung des Titels „k.u.k. Hoforganist“ ausgezeichnet. Auf Veranlassung seines Schülers Paul Wittgenstein wurden von der Universal Edition 1912 eine Auswahl seiner Werke auf Kosten der Familie Wittgenstein verlegt. Sein Teil-Nachlass befindet sich in der Wiener Stadtbibliothek.
Er ruht in einem ehrenhalber gewidmeten Grab auf dem Wiener Zentralfriedhof (15E-16-17). Im Jahr 1936 wurde in Wien-Ottakring (16. Bezirk) der Laborweg nach ihm benannt.

## Werke
(Auswahl aus seinen gedruckten Kompositionen)
- Phantasie über ein Originalthema für 2 Klaviere op 1
- Scherzo in Canonform für 2 Klaviere op 2
- Quintett für Klavier, Violine, Viola, Violoncello und Kontrabass op 3
- Variationen und Fuge über ein Thema von Czerny für Klavier
- Sinfonischer Marsch für Klavier zu vier Händen
- Sonate für Violine und Klavier op. 5
- Klavierquartett Nr. 1 C-Dur op. 6
- Sonate für Violoncello und Klavier A-Dur op. 7
- Fünf Klavierstücke op 8
- Phantasie für Orgel über die österreichische Volkshymne op 9
- Thema und Variationen für Horn oder Violoncello und Klavier op. 10
- Quintett für Klarinette, Violine, Viola, Violoncello und Pianoforte op. 11
- Orgel-Phantasie e-moll für zwei Spieler op 12
- 2 Improvisationen (Benedicamus domino; Ite missa est) op 13
- Choralvorspiel über "Wer nur den lieben Gott läßt walten" für Harmonium op 14
- Orgelsonate h-moll op. 15
- Pater noster, Chor, Orgel, Streichorchester op 16
- Klavierquartett Nr. 0 B-Dur (1874)
- Streichquartett C-Dur (1888)
- Variationen und Fuge über eine schottische Tanzweise (Sir Roger de Coverley) für Orchester (circa 1899)
- Big Ben Capriccio für 2 Klaviere (1901)
- "Edward" – Ballade für Gesang und Klavier (1903)
- Konzert für Violine und Orchester G-Dur (1905)
- 17 Praeludien über Intonationen der wichtigsten Choral-Offertorien nach der Editio Vaticana 1908 (1910)
- 6 Kanons für Frauenstimmen (1912)
- 3 Klavierstücke (1912)
- 3 Lieder für gemischten Chor (1912)
- 3 Interludes für Orgel (1914)
- 2. Sonate A-Dur für Violine und Klavier (1914)
- Konzertstück I für Klavier (linke Hand) und Orchester (1915)
- Konzertstück II für Klavier (linke Hand) und Orchester (1916)
- 3. Sonate E-Dur für Violine und Klavier (linke Hand) (1916)
- Klavierquartett Nr. 2 c-moll  (linke Hand) (1916)
- Quintett für Oboe, Klarinette, Horn. Fagott und Klavier (1921)
- Divertimento/Serenade für Flöte, Oboe, Viola, Cello, Klavier (linke Hand) (1923)
- Konzertstück III für Klavier (linke Hand) und Orchester (1923)